# Pasanauri
Pasanauri (georgiană ფასანაური) este un oraș în Georgia.